# Stenka (art martial)
 (juin 2016).
 (juin 2016).
Si vous disposez d'ouvrages ou d'articles de référence ou si vous connaissez des sites web de qualité traitant du thème abordé ici, merci de compléter l'article en donnant les références utiles à sa vérifiabilité et en les liant à la section « Notes et références ».
 (juin 2016).
- Si vous ne connaissez pas le sujet, laissez ce bandeau (vous pouvez alors contacter les auteurs).
- Si vous supprimez le contenu mis en cause (vous pouvez préalablement contacter les auteurs),

argumentez précisément cette suppression dans la page de discussion
(un manque de référence n'est pas un argument ; une recherche réelle de référence doit avoir été effectuée, être formellement documentée).
Pour les articles homonymes, voir Stenka.

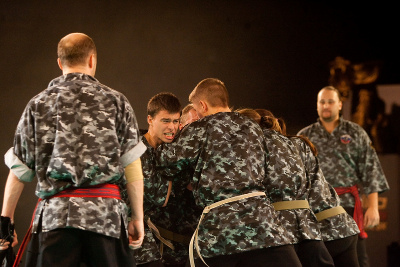
Le stenka est l'art des combats collectifs.

Le stenka (en russe : стенка, mur), ou stenka na stenkou (en russe : стенка на стенку, mur contre mur), est un art martial russe dérivé du pugilat traditionnel russe. Il a la particularité de pouvoir se pratiquer en équipe.

## Origines
Les combats à mains nues font partie des divertissements traditionnels russes, en particulier lors de la maslenitsa, la semaine précédant le grand carême. Une des variantes est l'affrontement de deux lignes (ou « murs », en russe stenka) de combattants masculins âgés de 16 à 60 ans. La victoire s'obtient en repoussant l'adversaire au-delà d'une ligne déterminée.
Après la révolution, ces combats liés au calendrier liturgique sont tombés en désuétude.

## Présentation
Le stenka est un art martial et un système de self-défense créé en Russie au XXIe siècle en s'inspirant des pugilats traditionnels.
Il est présent dans dix-huit pays : Russie, France, Grèce, Suisse, Slovaquie, Japon, Chine, Danemark, Allemagne, Estonie, Lituanie, Lettonie, Malaisie, Luxembourg, États-Unis, Canada, Pologne, Moldavie.
Le siège social de la Fédération internationale de stenka se trouve en Suisse à Lausanne.

## Caractéristiques

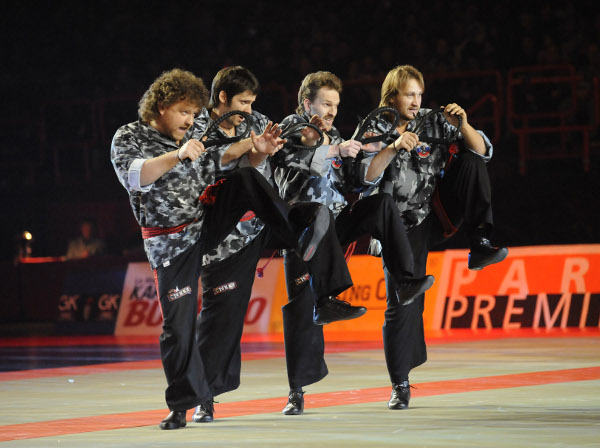
Démonstration de stenka au festival des arts martiaux de Bercy.

Il existe deux types de combat corps à corps russe : le combat de groupe (stenka na stenkou) et le combat corps à corps (sam na sam).
La principale caractéristique du stenka par rapport aux autres arts martiaux est que l'apprentissage du combat se fait en équipe, les participants s'aident les uns les autres et interagissent entre eux[réf. nécessaire].
Les combats se présentent donc sous forme de deux équipes. La victoire ou la défaite ne dépend pas d'un seul combattant, mais des actions de toute l'équipe. Les mouvements sont étudiés à mains nues, mais se réalisent de manière totalement identiques avec une arme (un couteau, bâton, fouet et d'autres types d'armes blanches)[réf. nécessaire].
Les exercices peuvent se faire à un contre un, mais sont extrêmement bien développés et appliqués de manière native à un contre trois, deux contre cinq, trois contre trois, ce qui est bien plus souvent le cas en situation réelle[réf. nécessaire].
De par son approche naturelle, sans forte codification, le stenka est très populaire et accessible à tous. Le stenka a été enseigné dans les écoles en France et en Russie, mais également pour la Légion étrangère[réf. nécessaire].

## Le stenka actuel

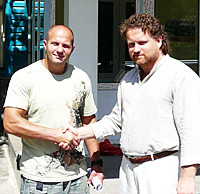
Fedor Emelianenko et Valeri Maïstrovoï.

Maître Valeri Maïstrovoï, après 25 ans de recherches, a reconstitué l'art martial stenka, à la fois sur le plan théorique, mais aussi pratique.
Aujourd'hui[Quand ?], le stenka représente un art martial bien défini, et dont chaque mouvement est unique et ne se retrouve dans aucun autre art martial[réf. nécessaire]. Ce travail a permis d'établir une vraie cartographie des techniques de combat corps à corps russe et ne représente pas un assemblage de boxe, judo, ju-jitsu.
La renaissance du stenka va bien au-delà de la reconstruction historique[réf. nécessaire]. L'efficacité de cette méthode a été prouvée à maintes reprises dans les compétitions internationales Combat Sambo et Mixed Fight.[réf. nécessaire]
Le but de la fédération stenka dans un proche avenir est de populariser les méthodes, règles et techniques du stenka pour tout le monde avec la perspective de l'ouverture d'une succursale dans chaque pays et des compétitions internationales de promotion. L'objectif principal est la promotion du stenka dans les Jeux olympiques.

## Certification de la Fédération internationale de stenka

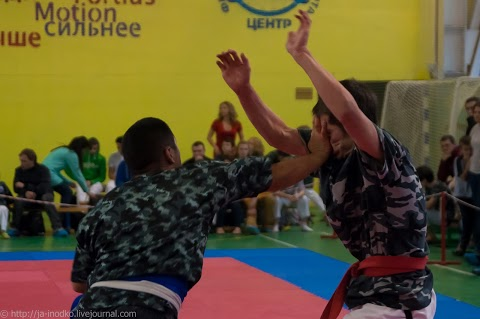
Le stenka utilise des mouvements naturels, puissants et efficaces.

Le niveau des étudiants stenka et des instructeurs sont représentés par des ceintures et des correctifs qui indiquent leur niveau actuel.
La progression totale se fait sur douze niveaux :
- Trois niveaux Stenoshnik pour les élèves ;
- Trois niveaux de qualification pour les instructeurs ;
- Trois niveaux d'experts ;
- Trois niveaux Master Top.

Chaque niveau a un programme spécifique et les exigences ont été associées à ces niveaux.
Le passage de grade dans le niveau instructeur Stenoshnik prend environ six mois de formation cohérente. Il faut compter entre un et cinq ans pour passer d'un niveau instructeur à un autre. La fédération stenka accorde à ses étudiants des diplômes et des ceintures de certification pertinentes pour les niveaux Stenoshnik, Instructeur, Expert et Maître.
En outre, la discipline distingue trois types de diplômes d'instructeur : assistant instructeur, instructeur et senior Instructeur. Pour chaque secteur, nous offrons en outre plusieurs cours différents spécifiques.
Par exemple, le niveau instructeur possède un tronc commun auquel peuvent être ajoutées des spécialités comme :
- L'enseignement du combat plein contact à mains nues ;
- L'enseignement de la lutte ;
- L'enseignement spécifique pour les enfants et adolescents ;
- L'enseignement spécifique pour l'auto-défense féminine ;
- La recherche de performance sportive ;
- Et plus encore.

## Sources